# Thank You for the Music (альбом)
Thank You For The Music — збірник пісень шведської групи ABBA, що вийшов 1994 року. Він містить 66 пісень, розподілених за чотирма компакт-дисками, куди входять як пісні з епохи «до ABBA» (наприклад, «People Need Love» і «He Is Your Brother»), так і деякі з найбільш популярних і відомих композицій групи («Dancing Queen», «Mamma Mia» тощо). Четвертий CD містить низку рідкісних записів, наприклад доріжка «ABBA Undeleted» складена з пісень, що ні разу не виходили в світ ні як сингл, ні як альбомний трек; також там присутні версії відомих пісень гурту мовами, відмінними від англійської, і тому маловідомі широкій публіці.

## Список композицій

### Диск 1
Всі пісні написані Бенні Андерссоном і Бьорном Ульвеусом, якщо не вказано інше.
1. «People Need Love[en]» — 3:04
2. «Another Town, Another Train[en]» — 2:42
3. «He Is Your Brother[en]» — 3:05
4. «Love Isn't Easy (But It Sure Is Hard Enough)[en]» (Стіг Андерсон, Андрессон, Ульвеус) — 3:15
5. «Ring Ring[en]»  (Андрессон, Ульвеус, Ніл Седака, Phil Cody) — 3:04
6. «Waterloo» (Андресон, Андрессон, Ульвеус) — 3:32
7. «Hasta Mañana[en]» (Андресон, Андрессон, Ульвеус) — 4:13
8. «Honey, Honey[en]» (Андресон, Андрессон, Ульвеус) — 4:02
9. «Dance (While The Music Still Goes On)»  (Андрессон, Андресон, Ульвеус) — 3:56
10. «So Long[en]»  (Андрессон, Андресон, Ульвеус) — 4:04
11. «I’ve Been Waiting For You[en]»  (Андрессон, Андресон, Ульвеус) — 2:57
12. «I Do, I Do, I Do, I Do, I Do»  (Андрессон, Андресон, Ульвеус) — 3:17
13. «SOS»  (Андрессон, Андресон, Ulveaus) — 3:23
14. «Mamma Mia» (Андресон, Андрессон, Ульвеус) — 3:32
15. «Fernando[en]» (Андрессон, Андресон, Ульвеус) — 4:12
16. «Dancing Queen» Андрессон, Андресон, Ульвеус) — 3:52
17. «That’s Me[en]» (Андрессон, Андресон, Ульвеус) — 3:15
18. «When I Kissed the Teacher[en]» — 3:01
19. «Money, Money, Money[en]» — 3:08
20. «Crazy World» — 3:46
21. «My Love, My Life» (Андресон, Андрессон, Ульвеус) — 3:51

### Диск 2
Всі пісні написані Бенні Андерссоном і Бьорном Ульвеусом, якщо не вказано інше.
1. «Knowing Me, Knowing You[en]»  (Андрессон, Андресон, Ульвеус) — 4:02
2. «Happy Hawaii»  (Андрессон, Андресон, Ульвеус) — 4:24
3. «The Name of the Game[en]»  (Андрессон, Андресон, Ульвеус)
4. «I Wonder (Departure)» (Live Version)  (Андрессон, Андресон, Ульвеус) — 4:22
5. «Eagle» — 5:49
6. «Take a Chance on Me[en]» — 4:03
7. «Thank You for the Music[en]» — 3:49
8. «Summer Night City[en]» (Full-length version) — 4:14
9. «Chiquitita[en]» — 5:26
10. «Lovelight» (Alternate Mix) — 3:20
11. «Does Your Mother Know[en]» — 3:13
12. «Voulez-Vous[en]» (Edit) — 4:21
13. «Angeleyes[en]» — 4:20
14. «Gimme! Gimme! Gimme! (A Man After Midnight)» — 4:45
15. «I Have a Dream[en]» — 4:44

### Диск 3
Всі пісні написані Бенні Андерссоном і Бьорном Ульвеусом.
1. «The Winner Takes It All» — 4:54
2. «Elaine» — 3:46
3. «Super Trouper[en]» — 4:14
4. «Lay All Your Love on Me» — 4:33
5. «On and On and On[en]» — 3:39
6. «Our Last Summer[en]» — 4:18
7. «The Way Old Friends Do» (Live) — 2:53
8. «The Visitors[en]» — 5:48
9. «One of Us[en]» — 3:58
10. «Should I Laugh or Cry» — 4:27
11. «Head over Heels[en]» — 3:46
12. «When All Is Said and Done[en]» — 3:16
13. «Like An Angel Passing Through My Room[en]» — 3:36
14. «The Day Before You Came[en]» — 5:50
15. «Cassandra[en]» 4:50
16. «Under Attack[en]» — 3:44

### Диск 4
Всі пісні написані Бенні Андерссоном і Бьорном Ульвеусом, якщо не вказано інше.
1. «Put On Your White Sombrero[en]» — 4:34
2. «Dream World» — 3:36
3. «Thank You for the Music[en]» (Doris Day Mix)  (Андрессон, Андресон, Ульвеус) — 4:03
4. «Hej Gamle Man» — 3:21
5. «Merry-Go-Round[en]» (Андресон, Андрессон, Ульвеус) — 3:20
6. «Santa Rosa» — 3:01
7. «She's My Kind of Girl» — 2:44
8. «Medley: Pick a Bale of Cotton, on Top of Old Smokey, Midnight Special» (традиційна, Андрессон, Ульвеус) — 4:21
9. «You Owe Me One» — 3:25
10. «Slipping Through My Fingers»/«Me and I» (Live) — 8:37
11. ABBA Undeleted:
  1. «Scaramouche»
12. «Summer Night City[en]» / «Take a Chance on Me[en]» / «Baby» / «Just a Notion» / «Rikky Rock ’n’ Roller» / «Burning My Bridges» / «Fernando[en] (сольна шведська версія)» / «Here Comes Rubie Jamie» / «Hamlet III Parts 1 & 2» / «Free as a Bumble Bee» / «Rubber Ball Man» / «Crying Over You» / «Just Like That» / «Givin’ a Little Bit More»  (Андрессон, Андресон, Ульвеус) — 23:30
13. «Waterloo» (Французька / Шведська версія)  (Андрессон, Андресон, Ульвеус) — 2:40
14. «Ring Ring[en]» (Шведська / іспанська / німецька версія)  (Андрессон, Андресон, Ульвеус) — 4:22
15. «Honey, Honey[en]» (Swedish version)  (Андрессон, Андресон, Ульвеус) — 2:57